# Danaë
Danaë (græsk: Δανάη) var i græsk mytologi datter til kong Akrisios af Argos og Eurydike (ingen slægtskab til Orfeus' Eurydike). Hun var mor til Perseus med Zeus. Hun krediteres nogen gange for grundlæggelsen af Ardea i Lazio.

## Legenden
Akrisios var skuffet over, at han ikke havde mandlige arvinger og spurgte et orakel, om dette ville ændre sig. Oraklet fortalte ham, at han skulle drage til verdens ende, hvor han ville blive dræbt af sin datters barn. Datteren Danaë var barnløs, hvorfor Akrisios spærrede hende inde i et bronzetårn eller en hule for at holde hende barnløs. Men Zeus kom til hende i form af en gylden regn og befrugtede hende. Andre versioner beretter, at Zeus kom i form af en solstråle. Kort tid efter blev barnet Perseus født.
Akrisios var ikke glad for dette, men han ønskede ikke at pådrage sig gudernes vrede ved at dræbe afkommet og kastede i stedet Danaë og dreng Perseus i havet i en trækiste. Havet blev imidlertid gjort helt stille af Poseidon på Zeus' ønske og parret overlevede. De flød i land på øen Serifos, hvor de fik ly hos Diktys, bror til kong Polydektes, som opfostrede drengen.
Efter at Perseus dræbte Medusa og reddede Andromeda, gik oraklets profeti i opfyldelse. Perseus var på vej til Argos, men da han hørte om profetien, drog han i stedet til Larissa, hvor der blev afholdt sportskonkurrencer. Tilfældigvis var Akrisios der, og drengen Perseus ramte ham ved et uheld med sit kastespyd (eller diskos) og opfyldte derved profetien. Han var for skamfuld til at drage til Argos og gav kongedømmet til Megapenthes, søn til Proetos (Akrisios' bror), og overtog i stedet kongedømmet i Tiryns, hvor han grundlagde Mykene og Midea.